# Turión

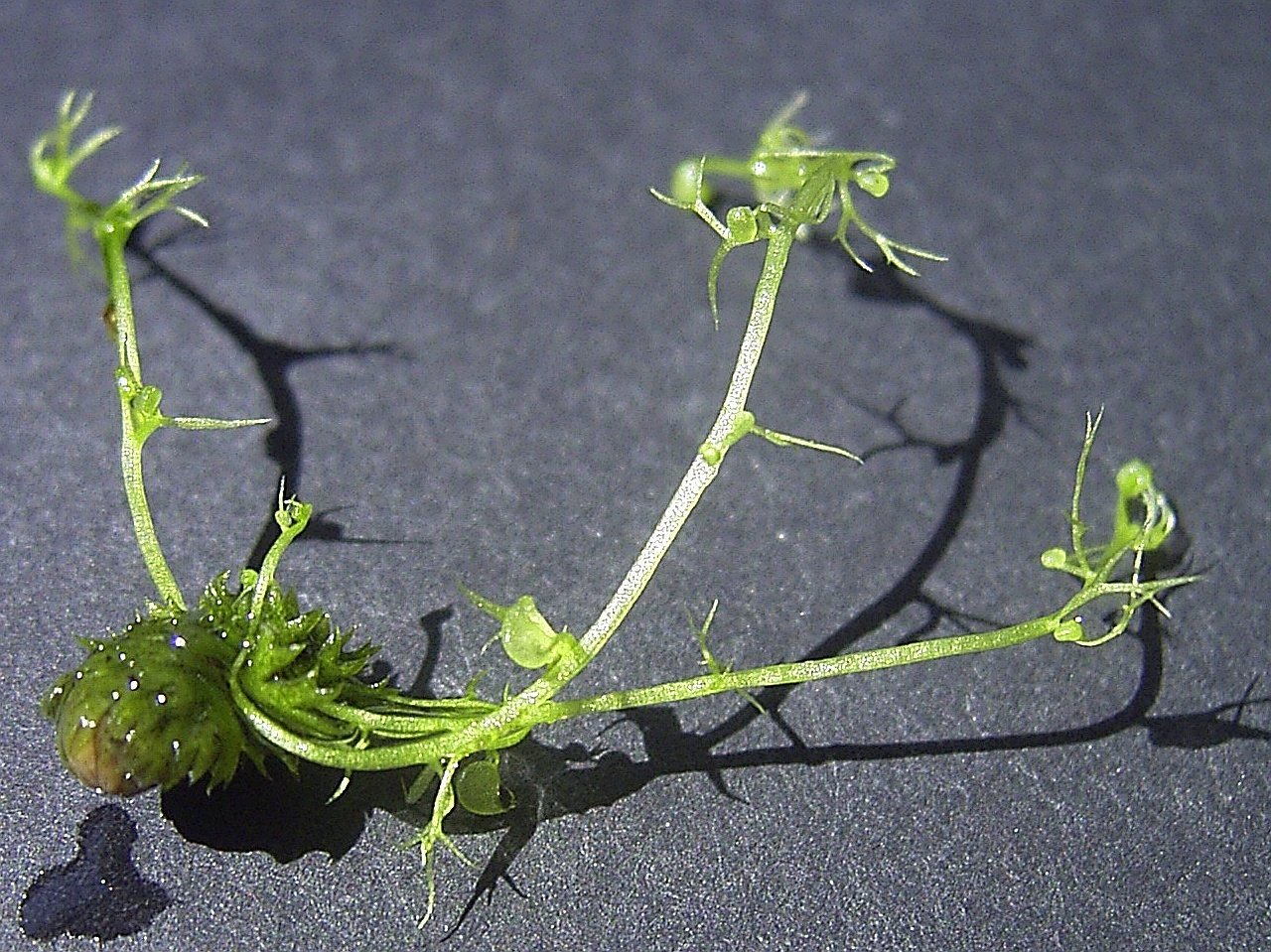
Turión producido por Utricularia.

Un turión (del latín turio=vástago, retoño) es un brote especializado, pasando el invierno, producido por hierbas acuáticas, especialmente en los géneros Potamogeton, Aldrovanda y Utricularia. Se producen en respuesta a condiciones desfavorables como la disminución de la longitud diurna o reducción de la temperatura. Derivan de brotes modificados del meristema apical. Son frecuentemente ricos en almidón y azúcares actuando como órgano de almacenamiento. Aunque son fuertemente resistentes a heladas, es probable que su principal adaptación es su habilidad d hundirse hasta el fondo del estanque o lago cuando el agua se congela. Debido a que el agua se expande anormalmente a más bajas temperaturas, el agua a 4.o C es más denso que el del agua fría, y es en esta agua que los turiones sobrevivan al invierno antes de subir nuevamente en la primavera. Algunos turiones son también resistentes a sequía permitiéndoles sobrevivir en almacenajes evanescentes.
La presencia de ácido húmico pueden acelerar la formación de turiones.